# Strojkovce
Strojkovce je naselje u gradu Leskovcu, Jablanički upravni okrug, Srbija. Prema popisu iz 2022. godine u Strojkovcu je živjelo 1014 stanovnika. U selu se nalazi muzej leskovačke tekstilne industrije.
U Strojkovcu je rođen glumac Gojko Mitić. koji se proslavio u serijalu »Winnetou« vestern filmova u Istočnoj Njemačkoj.